# Палац Терещенків у Денишах
Палац Терещенків у Денишах — палац родини Терещенків, побудований у 1910-1913 роках у селі Дениші, Житомирської області, Україна.

## Будівництво

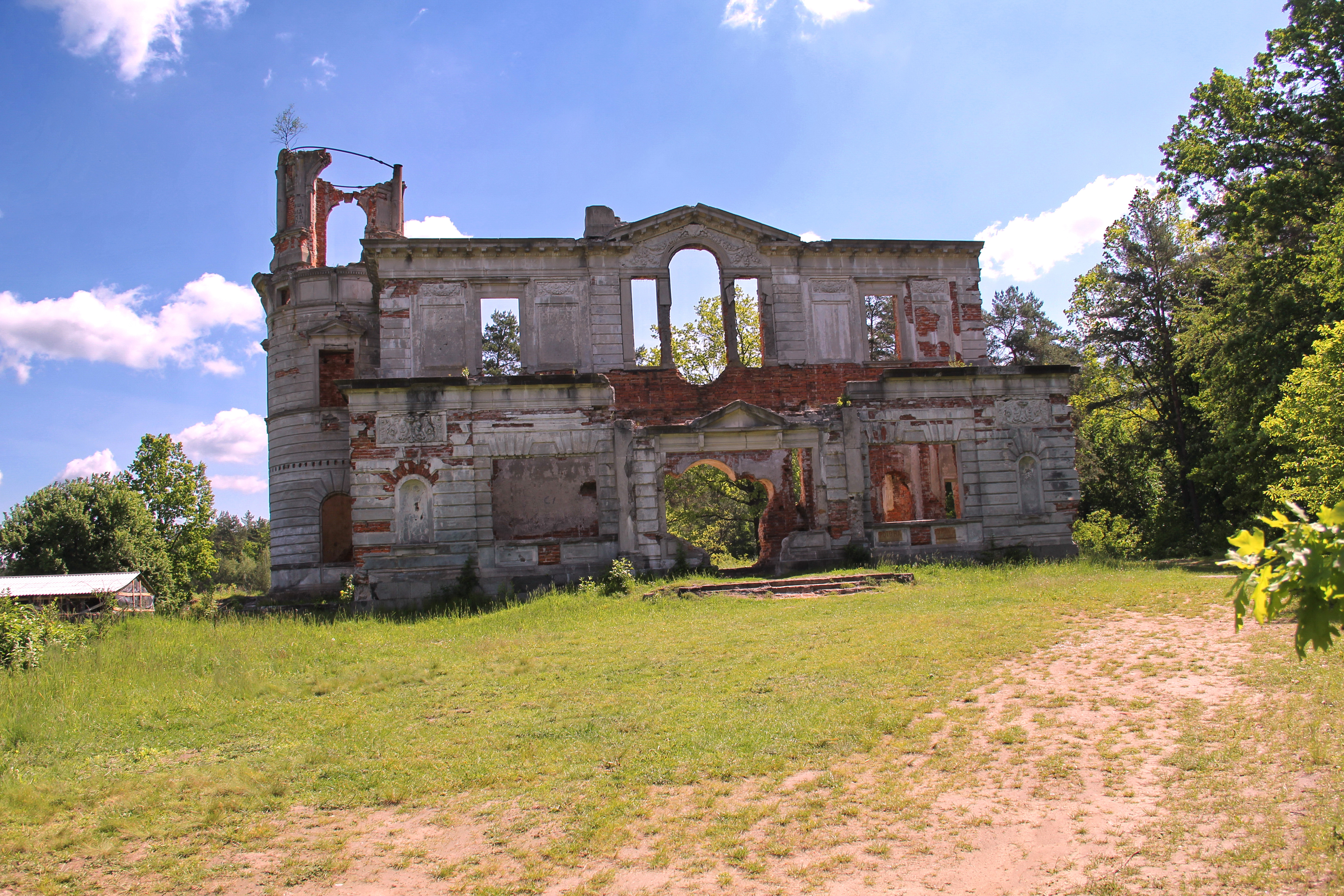
Фасад

Проєкт палацу розробляв відомий архітектор Павло Іванович Голландський, замовлення на який він отриманий восени 1910 року. Будівництво ускладнювалось тим, що замовник (Надія Володимирівна Терещенко) багато часу проводила за кордоном (Англія, Франція) тому приїжджаючи на будівництво бачила відмінності із затвердженими кресленнями, що сприяло конфліктам з архітектором.
Будівля була симетричною, двоповерховою, побудованою в стилі італійського ренесансу, налічувала 40 кімнат та триповерхові башти. Уздовж стін палацу були зроблено вікна овальної та прямокутної форми. Для оздоблення будівлі використавувався кольоровий світлий цемент з Італії. Фігурні елементи палацу виконані з використанням штукатурки по цеглі. Палац прикрашений фронтоном, ліпниною з рослинних орнаментів і античними колонами, барельєфами з немовлятами-музикантами (грають на цитрі і розі).

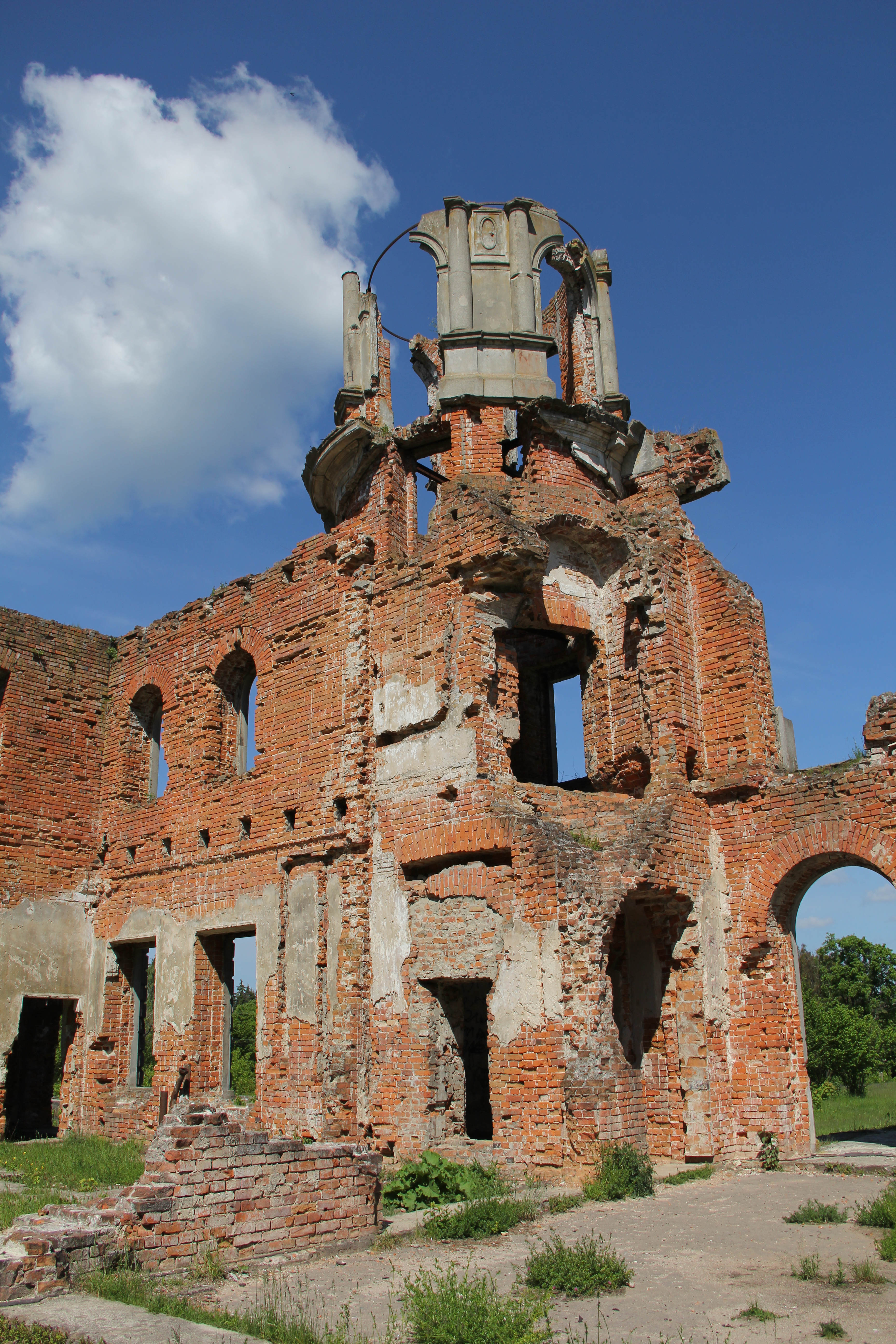
Башта

Поруч з палацом був розбитий парк за проєктом майстра Арнольда Регеля. Є інформація, що в теплицях, які розташовувались поруч вирощувались екзотичні фрукти.
Після завершення будівництва палац використовувався як заміський будинок. Палац був розграбований після Жовтневого перевороту і поступово знищений, а його цегла використовувалась на будівництві сільських будинків.

## Сьогодення
На сьогоді палац в руїнах. Частково збереглася вежа, з елементами гвинтової драбини, спуском в підземелля, частина західної стіни і невеликі сходи, внутрішні стіни повністю знищені, східна та північна сторони не збереглись. На стінах частково збереглися елементи ліпнини у вигляді квіткових гірлянд на другому поверсі парадного входу, а в центрі над вікном — стилізована голова хижої тварини. Також зберегліся руїни допоміжних споруд, зокрема льодовні і фонтану. Збереглися також окремі архітектурні елементи палацу: ніші для статуй, пілястри, портики.
Поруч з руїнами розташований дитячий будинок.

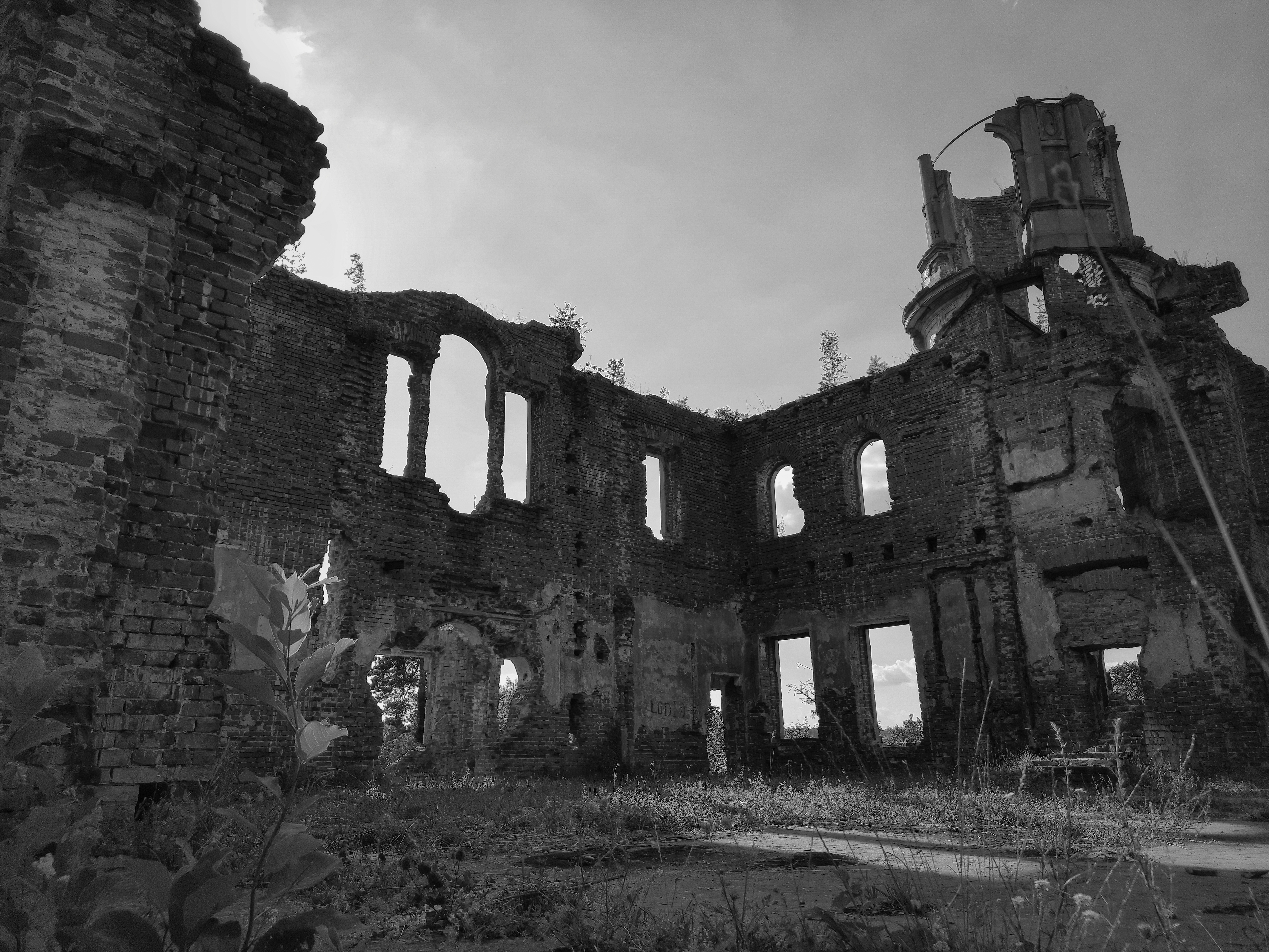
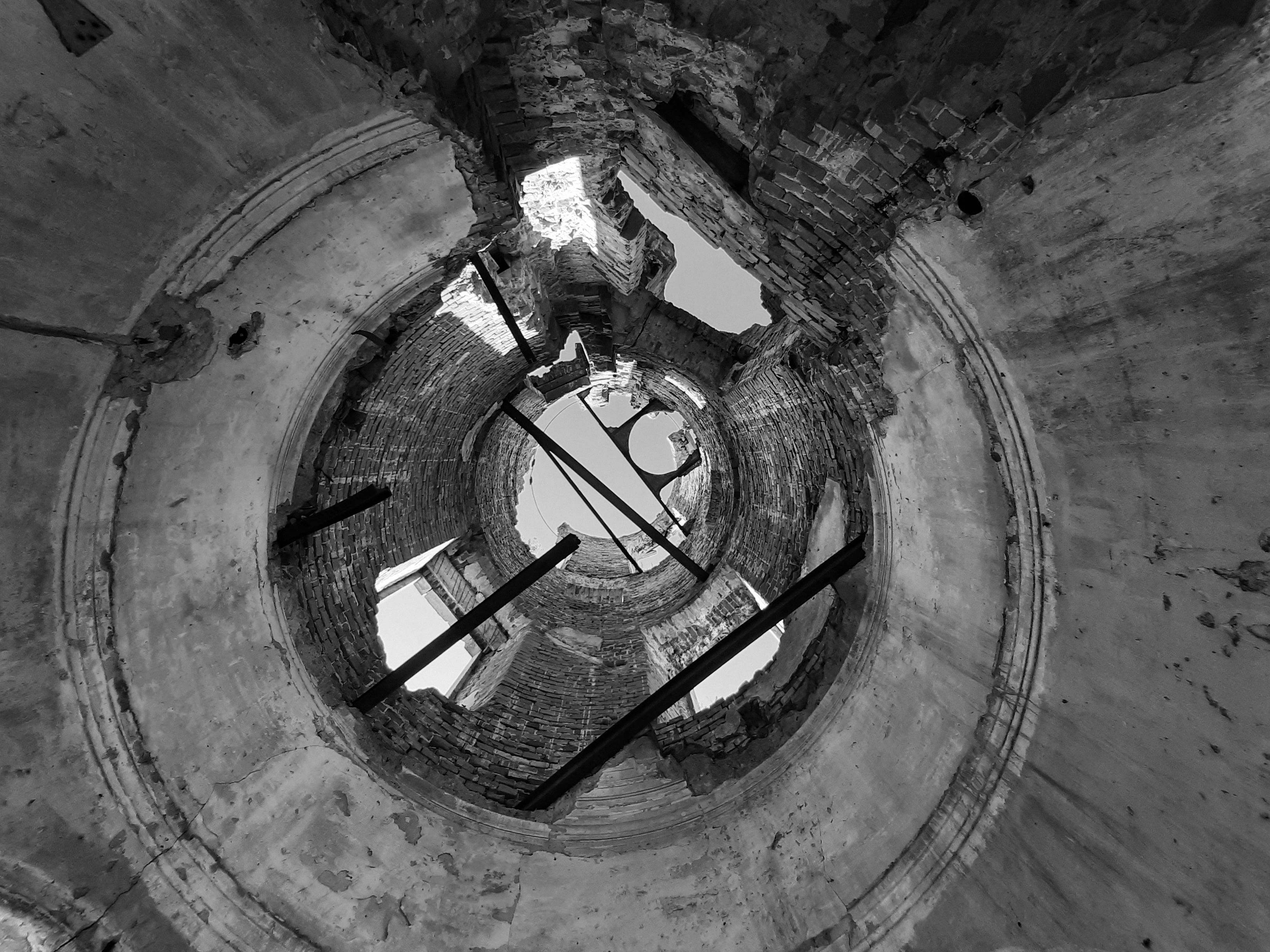
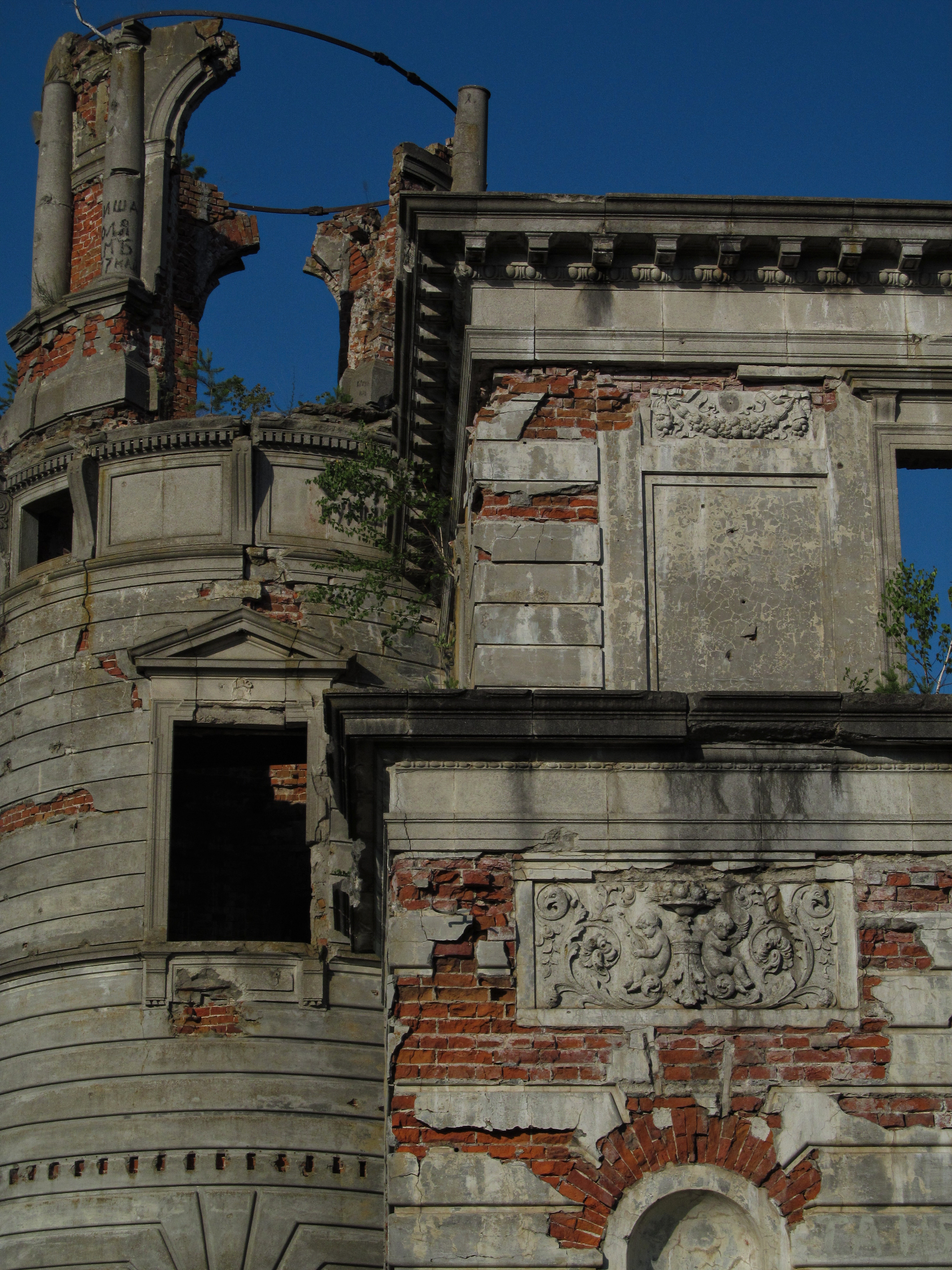
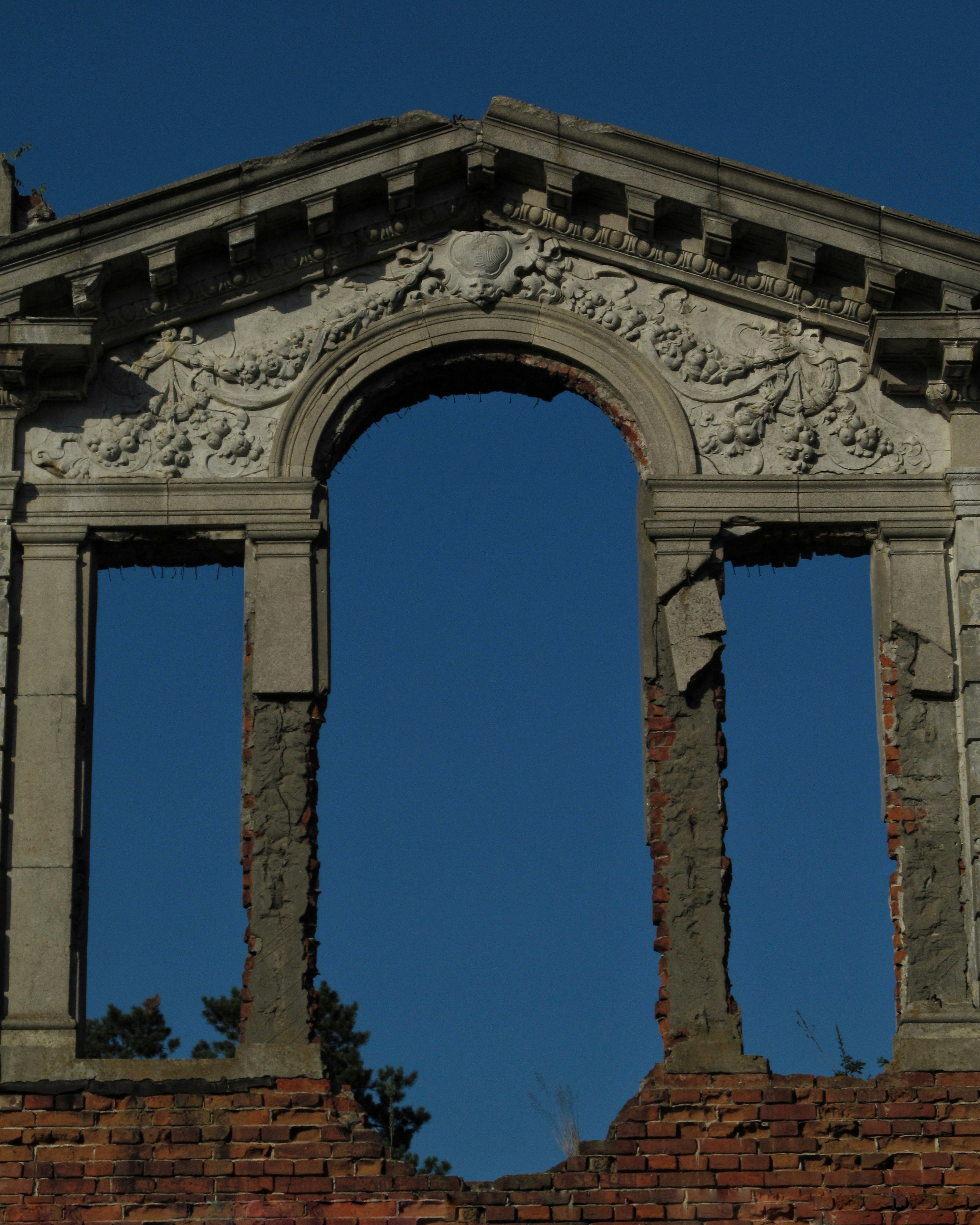